# Мала Абхазія

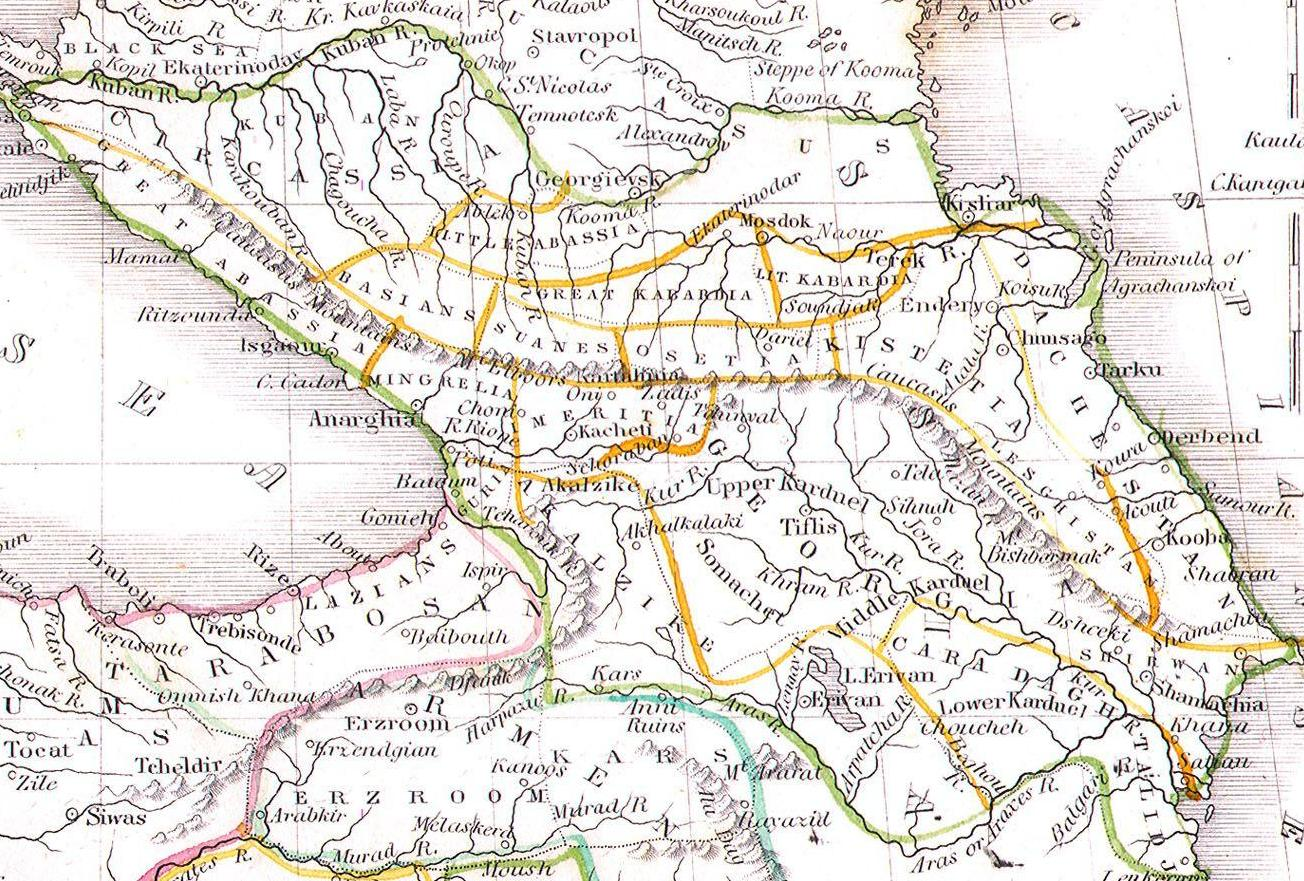
Мала Абхазія (Little Abassia, Абазинія) на карті Кавказу 1835 року.

Ма́ла Абха́зія (англ. Little Abassia) — історичний термін, відомий ще з середини XIX століття (Ф.Боденштедт). Ним до закінчення Кавказької війни (1864) та масовою еміграції абхазького населення в межі Османської імперії (мухаджирства) називали землі Абхазії, непідконтрольні владним князям з роду Чачба, а також всі землі на захід від Абхазії, де колись проживали абхази та залишаються пам'ятники їх матеріальної та духовної культури (топоніміка, етнографія, археологія).
В наш час межі цього регіону залишаються спірними: на сході - це чи ріка Бзибь, чи Гагрське міжгір'я; на заході — одна з рік: Хоста, Сочі, Нечепсухо, чи мис Кодош, чи Таманський півострів.
Нині в основному відповідає південній частині Сочинського району Краснодарського краю та північно-західної Абхазії.
Основне населення становили садзи (джигети), тому абхазька назва Малої Абхазії — Садзен.
Ма́ла Абха́зія (англ. Little Abassia) — інша назва Абазинії
.